# Molinia caerulea
La Molinia caerulea, coneguda pels noms comuns d'alba roja o herba de tall, és una planta de la família de les poàcies. L'epítet caerulea significa blau fosc en llatí, i fa referència, igual que el nom comú alba roja, al color torrat que la planta pren a la tardor. La seva distribució inclou la majoria d'Europa (excloent el sud de la península Ibèrica, d'Itàlia i de Grècia), el nord d'Àfrica, el Caucas i Sibèria. Ha sigut introduïda a Amèrica del Nord.
És una espècie molt variable, gràcies a la seva gran plasticitat fenotípica i variació genecològica. La seva plasticitat morfològica fa que pugui tenir mides, llargàries, colors i amplada de fulles força diferents, i que sigui capaç de viure en gran diversitat d'ambients i substrats. És una planta herbàcia i perenne, que amida entre un i dos metres, amb fulles de fins a un centímetre d'amplada. La inflorescència és estreta, de fins a 40 centímetres amb les espiguetes d'entre 4 i 8 mil·límetres, de color verd blavós. Floreix entre l'estiu i la tardor. Es troba a jonqueres, vores de basses i de cursos fluvials i llocs on regalima l'aigua.
A Catalunya, és la planta dominant en l'hàbitat 37.312 de la classificació CORINE Herbassars graminoides amb alba roja (Molinia coerulea), higròfils i neutroacidòfils, de la muntanya mitjana i també de l'hàbitat 37.311 Herbassars graminoides amb alba roja (Molinia coerulea), higròfils i basòfils, de la muntanya mitjana.
Al Ripollès s'empra tradicionalment com a diürètica.